# Mano Solo
Mano Solo, nacido Emmanuel Cabut (Châlons-en-Champagne, 24 de abril de 1963 - 10 de enero de 2010, París) fue un cantante francés.